# میتسوبیشی تی-۲
میتسوبیشی تی-۲ (به انگلیسی: Mitsubishi T-2) یک هواپیمای ساختِ کارخانهٔ میتسوبیشی در کشور ژاپن است. این هواپیما برای نخستین بار در ۲۰ ژوئیه ۱۹۷۱ میلادی مورد استفاده قرار گرفت.